# Video sobre papel
Denominado originalmente Video-in-print o ViP.
Formato audiovisual desarrollado y patentado por la empresa estadounidense Americhip que consiste en incrustar contenidos de vídeo y audio con una pantalla en publicaciones impresas tales como diarios y revistas. De ahí su nombre, que traducido literalmente significa vídeo impreso.

## Historia
Después de dos años de desarrollo, su primera aparición pública data del día 18 septiembre del año 2009, mes en que la cadena televisiva estadounidense CBS, en colaboración con una conocida marca de refrescos, imprimió su revista mensual Entertainment Weekly y en ella se integró un vídeo corto que se reproducía desde la misma revista. En el vídeo se podía ver, entre otras cosas, a los personajes más famosos de las series americanas del momento haciendo una breve explicación de la nueva tecnología y también servía de propaganda para la propia emisora.
Cabe decir que solo unos afortunados de los suscritos a esta revista (en Nueva York y Los Ángeles) pudieron contemplar el acontecimiento, para el resto de suscritos y ciudadanos de a pie la publicación no incluía dicho dispositivo. Esto se debe al alto coste de fabricación que de momento supone.

## Tecnología
Consiste en una pantalla de tecnología LCD o TFT reducida a un grueso  de 2.7 mm para posibilitar su inclusión entre las páginas que ofrece una definición de 320 x 240 píxeles.
Para almacenar los datos incluye una unidad de memoria capaz de almacenar unos 40 minutos de vídeo.
Se alimenta de una batería recargable por conexión mini-USB cuya autonomía es de unos 70 minutos.
Por lo que al sonido respecta utiliza un chip similar al que podamos encontrar en las tarjetas de felicitación electrónicas.
También puede incluir otros controles y opciones que permitan acceder a los diferentes contenidos incluidos y cambiar el valor de determinados parámetros.

## Inspiración
Su concepto recuerda un poco a Daily Prophet, el diario que incluye imágenes en movimiento y que nos describe Rowling en sus libros de Harry Potter.
También vemos gran similitud con el diario electrónico que aparece en la película de Minority Report, de Spielberg estrenada en el año 2002. 
Su sistema de activación es bastante parecido al de las ya mencionadas tarjetas de felicitación que activan una melodía en ser abiertas mediante una pequeña tira (interruptor) adherida a cada página.

## Antecedentes
No es esta la primera tecnología utilizada en diarios y revistas. En 2008 la revista para hombres Esquire, con motivo de su 75 aniversario, publica la primera revista en utilizar tinta electrónica. Esta tecnología se utiliza también en los libros electrónicos Sony Reader y Amazon Kindle.
Ahora ambas tecnologías entran en conflicto en el sector de la prensa, un sector marcado por la crisis y que muestra claras tendencias de pasar del papel a la pantalla.
Habrá que considerar, entre otras cosas, qué es más perjudicial para el medio ambiente, si 1000 hojas de papel o un dispositivo electrónico.